# B. Tennyson Sebastian II
B. Tennyson Sebastian II ist ein Tonmeister.

## Leben
Sebastian begann seine Karriere Anfang der 1980er Jahre beim Fernsehen, wo er an der Serie Magnum mitwirkte. Hierfür und für die Abenteuerserie Die Himmelhunde von Boragora war er 1983 für den Primetime Emmy nominiert. Sebastians Arbeitsschwerpunkt war ab Mitte der 1980er Jahre der Film, er war jedoch auch weiterhin an Fernsehproduktionen tätig, so unter anderem an den Serien In der Hitze der Nacht, Dark Shadows und The Young Riders.
Sein Spielfilmdebüt hatte er 1984 mit dem Science-Fiction-Film Starfight. Dem folgten 1985 mit Die Goonies und Zurück in die Zukunft zwei Hollywooderfolge. Für Zurück in die Zukunft war er 1985 gemeinsam mit Bill Varney, Robert Thirlwell und William B. Kaplan für den Oscar in der Kategorie Bester Ton nominiert, der Preis ging in diesem Jahr jedoch an Sydney Pollacks Drama Jenseits von Afrika.

## Filmografie (Auswahl)
- 1984: Starfight (The Last Starfighter)
- 1985: Die Goonies (The Goonies)
- 1985: Zurück in die Zukunft (Back to the Future)
- 1986: Archie und Harry – Sie können’s nicht lassen (Tough Guys)
- 1987: Wolfsmilch (Ironweed)
- 1988: Little Nikita
- 1989: Shocker
- 1992: Schlafwandler (Sleepwalkers)
- 1993: Last Action Hero
- 1993: Und täglich grüßt das Murmeltier (Groundhog Day)
- 1994: Speed
- 1994: Tess und ihr Bodyguard (Guarding Tess)
- 1996: From Dusk Till Dawn
- 1998: Phantoms

## Auszeichnungen (Auswahl)
- 1985: Oscar-Nominierung in der Kategorie Bester Ton für Zurück in die Zukunft